# Stazione di Tormini Chalet
La stazione di Tormini Chalet fu una fermata ferroviaria della Rezzato-Vobarno a servizio della località di Tormini, frazione di Roè Volciano, e della vicina stazione tranviaria presso la quale si incrociavano la tranvia Brescia-Salò-Gargnano e la Tormini-Idro.

## Storia
La fermata fu aperta il 16 dicembre 1897, assieme al tronco che collegò Tormini Scalo a Vobarno Ferriera, rilevando il servizio passeggeri della vicina stazione perché più vicina all'abitato e in prossimità della stazione tranviaria delle linee Brescia-Salò e Tormini-Vestone. Dal momento della sua apertura, la Società Anonima per la ferrovia Rezzato-Vobarno e Valle Sabbia (FRVVS), che gestiva la linea ferroviaria, istituì un servizio di messaggeria a cavalli diretto a Salò in concidenza con i treni.
L'impianto seguì tutte le vicende societarie della linea ferroviaria: fino al 1904 fu gestito dalla FRVVS, dal 1904 al 1909 dalla Società Anonima per la Ferrovia Rezzato-Vobarno-Caffaro, quindi dalla provincia di Brescia fino alla prima guerra mondiale, quando l'esercizio passò alle Ferrovie dello Stato (FS). Nel 1921, fu ceduto dalla provincia alla Società Elettrica Bresciana (SEB), che gestiva la rete tranviaria extraurbana di Brescia. Nel 1930, la SEB costituì una nuova società anonima, la Ferrovia Rezzato-Vobarno (FRV), che prese in carico l'esercizio della ferrovia.
La fermata fu soppressa con il cambio d'orario del 1º gennaio 1923.
Il 1º giugno 1932, la tranvia Tormini-Vestone, gestita dalla Tramvie Elettriche Bresciane del gruppo SEB, fu soppressa e il servizio tranviario fu trasferito sulla ferrovia Rezzato-Vobarno tra Tormini Ferrovia e Vobarno Ferriera: la fermata fu riattivata come facoltativa con il nome di Tormini Viadotto. Fu nuovamente soppressa con la conclusione del servizio tranviario Tormini-Vobarno su linea ferroviaria, avvenuto il 18 novembre 1935.

## Strutture e impianti

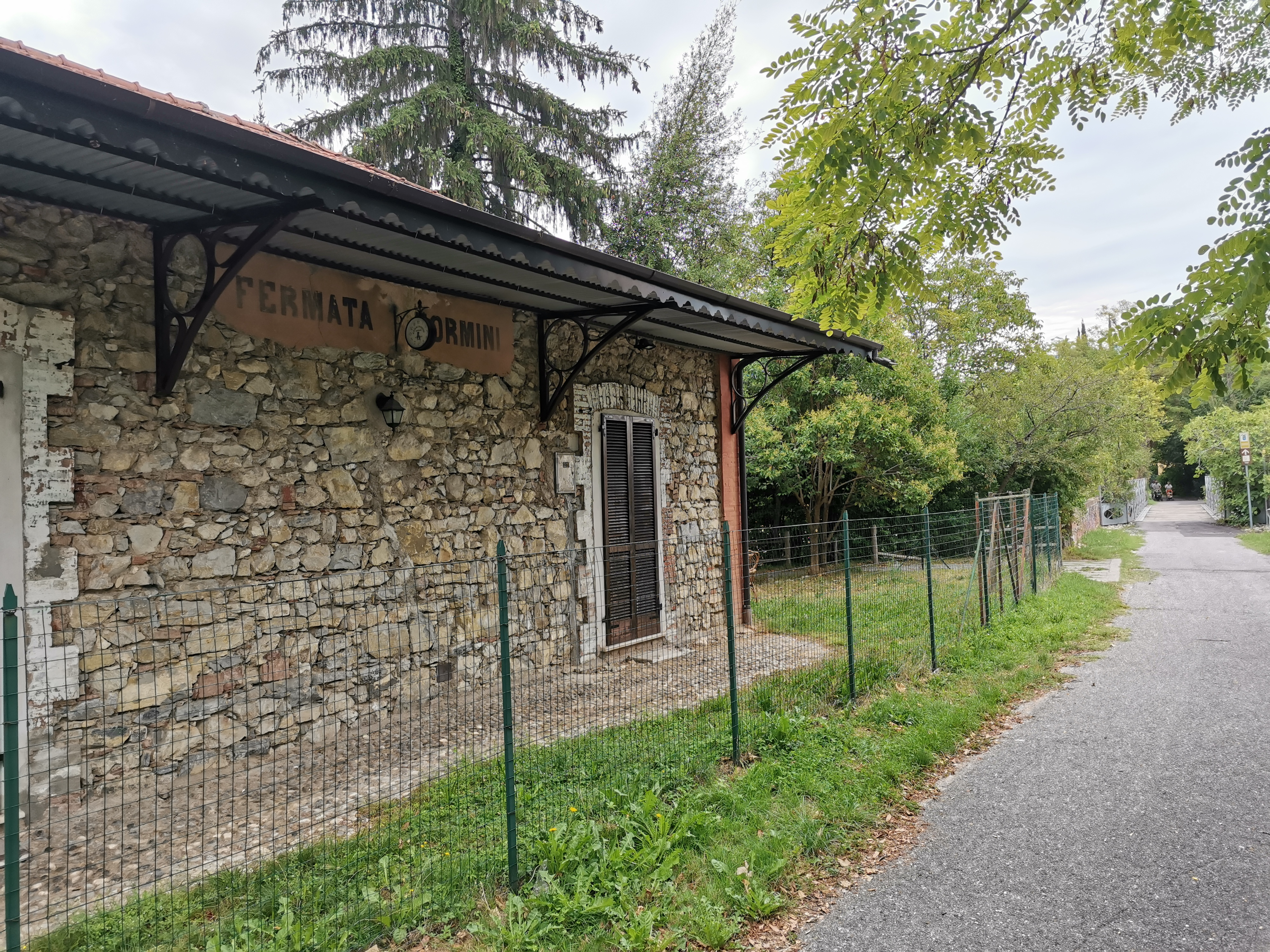
Altra visuale del fabbricato viaggiatori

Essendo una fermata in piena linea, il piazzale era composto dal solo binario di corretto tracciato della ferrovia. Il fabbricato viaggiatori era una struttura preesistente costruita a forma di chalet e posta all'imbocco del cavalcavia della provinciale Brescia-Salò. Il nome dell'impianto fu ispirato dalla costruzione.

## Movimento
Dalla sua apertura fino al 31 dicembre 1922, la fermata fu servita dalle corse della relazione Rezzato-Vobarno Ferriera.
Dal 1º giugno 1932 al 17 novembre 1935, fu servita invece dai tram della linea Tormini-Vobarno.